# Orussus
Orussus är ett släkte av steklar som beskrevs av Pierre André Latreille 1797. Orussus ingår i familjen parasitväxtsteklar.
Släktet innehåller bara arten Orussus abietinus. Orussus är enda släktet i familjen Orussidae.